# Max Nadler (Jurist)
Max Nadler (* 9. Mai 1880; † Oktober 1946 vermisst) war ein deutscher Jurist.

## Leben
Nadler promovierte 1902 an der Universität Rostock und wechselte unmittelbar im Anschluss in den Justizdienst als Richter. 1921 wurde er zum Kammergerichtsrat und 1932 zum Senatspräsidenten beim Kammergericht in Berlin ernannt.
Nadler trat zum 1. Mai 1933 der NSDAP bei (Mitgliedsnummer 2.640.318).
Im Juni 1933 wurde er vom preußischen Justizminister Hanns Kerrl zum Ministerialdirektor, dem die Leitung der Personalabteilung oblag, im Preußischen Justizministerium ernannt, und wechselte zum 1. April 1935 in das Reichsministerium der Justiz. Im Justizministerium leitete Nadler die Abteilung I (Personalwesen und Gerichtsorganisation).
Zusammen mit dem Reichsminister Franz Gürtner handhabte er die von der Parteiführung gewünschte Einleitung von Verfahren gegen Richter wegen „unehrenhafter“ Gesinnung so restriktiv wie möglich und erwirkte 1939 von der Reichskanzlei die Bestätigung, dass in Fällen gegensätzlicher Auffassung von Justiz und Parteiführung bei der Einleitung solcher Verfahren, kein Zwang bestand, „eine Entscheidung Hitlers herbeizuführen“. Er nahm am 23./24. April 1941 an einer Tagung der höchsten Juristen des Deutschen Reichs teil, in der über die „Vernichtung lebensunwerten Lebens“ informiert wurde. Im Zuge der von Staatssekretär Curt Rothenberger vorangetriebenen „personellen Erneuerung“ im Justizministerium musste Nadler, der zu diesem Zeitpunkt nach den Angaben von Susanne Schott nicht Mitglied der NSDAP war, am 4. September 1942 seinen Abschied einreichen.
Nadler war ständiger Mitarbeiter der Juristischen Rundschau. Daneben veröffentlichte er mehrere Kommentare.

## Werke
- Grundbuch- und Aufwertungsfragen. – Berlin : Sack, 1926
- Nachlaßwesen. – Berlin : Vahlen, 1928 (mit Reinhold Fechner)
- Aufwertungsstundungsgesetz: Kommentar zu dem Gesetz über die Fälligkeit und Verzinsung der Aufwertungshypotheken. – Berlin: Heymann, 1930
- Deutsches Beamtengesetz. – Berlin : de Gruyter, 1937 (mit Hermann Wittland, Kuno Ruppert)
- Deutsches Beamtenrecht. – Berlin : Stilke, 1937 (mit Hermann Wittland)